# Gioachino Cantagalli
Gioachino Cantagalli (18 de agosto de 1825 — 13 de agosto de 1912) foi bispo italiano da Igreja Católica.
Nasceu em Faença, região da Emília-Romanha, província de Ravena. Foi ordenado presbítero em 23 de setembro de 1848.
Em 29 de setembro de 1876, foi nomeado pelo Papa Pio IX bispo das dioceses unidas de Cagli e de Pergola. Recebeu a sagração episcopal em 29 de outubro seguinte, na igreja dos Servitas em Faença, das mãos de Dom Vincenzo Moretti, então arcebispo de Ravena e futuro cardeal, tendo como consagrantes os bispos Dom Angelo Pianori, OFM, da Diocese de Faença, e Dom Luigi Tesorieri, da Diocese de Imola. À morte de Pianori, Cantagalli foi nomeado para sucedê-lo, em 10 de novembro de 1884.
Dom Gioachino manteve-se no comando da Diocese de Faença até falecer, às vésperas de 87.º aniversário natalício. Durante seu episcopado, Dom Gioachino conferiu o presbiterado a Gaetano e a Amleto Giovanni Cicognani, o último par de irmãos a servir simultaneamente no Colégio dos Cardeais e que ocuparam cargos relevantes na Cúria Romana.